# Три незнакомца
«Три незнакомца» (англ. Three Strangers) — фильм нуар режиссёра Жана Негулеско, вышедший на экраны в 1946 году.
По словам критика Джеффа Стаффорда, эта «окрашенная нуаровыми тонами, атмосферическая мелодрама несёт некоторое сходство с более ранним фильмом „Мальтийский сокол“ (1941), в частности, сюжет обоих фильмов построен вокруг загадочной статуэтки», соавтором сценариев был Джон Хьюстон, «а в значимых ролях сыграли Гринстрит и Лорре»

## Сюжет
Действие фильма происходит в Лондоне в 1938 году. Накануне Китайского Нового года молодая красивая женщина Кристэл Шеклфорд (Джеральдин Фицджеральд) завлекает в свою квартиру двух незнакомцев — полного энергичного адвоката Джерома К. Эрбатни (Сидни Гринстрит) и очаровательного интеллигентного пьяницу Джонни Уэста (Питер Лорре). Кристэл хранит дома статую китайской богини судьбы и богатства Кван Ин, которая, согласно легенде, ровно в полночь откроет свои глаза и сердце трём незнакомцам и исполнит их желание. Кристэл предлагает попросить денег, и по предложению Уэста все трое покупают в складчину лотерейный билет, который участвует в розыгрыше ставок на общенациональных скачках. Они договариваются о том, что если выиграют ставку на лошадь, то не будут продавать билет, а сохранят его до завершения скачек в расчёте получить максимальный выигрыш. В ожидании полночи Кристэл рассказывает, что использует деньги для того, чтобы вернуть своего мужа, правительственного чиновника, который после размолвки два года назад уехал в Канаду, Эрбатни рассчитывает с помощью денег стать членом престижного Клуба адвокатов, а Уэст хочет купить бар, где можно было бы спокойно выпить. Часы пробивают полночь, гаснет свет и в полумраке все трое так и не могут сказать определённо, действительно ли статуя открыла глаза. После того, как Эрбатни и Уэст уходят, в квартире Кристэл неожиданно появляется её муж, Дэвид Шеклфорд (Алан Напье). Он говорит, что приехал в Лондон, чтобы получить новое назначение в министерство, и, кроме того, хочет получить развод, так как в Канаде полюбил другую женщину Джанет Эллиотт (Марджори Риордан), привёз её в Лондон и собирается на ней жениться. Однако Кристэл категорически отказывается дать ему развод, утверждая, что в случае развода он лишится должности. Более того, мстительная Кристэл тайно от мужа встречается с его начальником, рассказывая о тайной связи Дэвида на стороне. Затем она приходит к доверчивой Джанет и обманывает её, убеждая, что они с мужем не собираются разводиться, более того, они любят друг друга и она ожидает ребёнка. После этого разговора Джанет уезжает в Канаду одна. Джонни возвращается на квартиру, где он скрывается после ограбления, в котором был убит полицейский. Джонни был пьян и потому согласился участвовать в ограблении, однако он никого не убивал и даже не грабил. Его встречают Грэбби (Питер Уитни), член банды, который также скрывается после ограбления, и девушка по имени Айси Крейн (Джоан Лорринг), которая должна обеспечить алиби убийце и главарю банды Бертраму Фэллону (Роберт Шейн), который находится в тюрьме и должен предстать перед судом. Однако в суде выясняется, что заявление Айси было ложным, и её задерживают по обвинению в лжесвидетельстве. После этого Фэллон сознаётся в грабеже, но утверждает, что убийство совершили Джонни и Грэбби. Вскоре Джонни задерживает полиция, и, так как он отказывается защищаться, суд признаёт его виновным в убийстве и приговаривает к смертной казни. Тем временем, вспыльчивый Грэбби, который ненавидит предателей, проникает в поезд, в котором перевозят Фэллона и убивает его ножом. Перед смертью Фэллон сознаётся в убийстве, что автоматически приводит к оправданию Джонни. Эрбатни незаконно спекулирует на бирже, используя деньги трастового фонда эксцентричной вдовы Леди Ри Белладон (Розалинд Айван), муж которой умер два года назад. Когда акции падают в цене и требуется немедленно покрыть недостачу в 2 тысячи фунтов, Эрбатни в отчаянии делает предложение Леди Ри, рассчитывая получить доступ к её средствам. Однако вдова заявляет, что не готова дать ответ и ей надо посоветоваться со своим умершим мужем. На следующий день она приходит к Эрбатни в офис и заявляет, что муж отговорил её выходить замуж, более того, потребовал проверить всю финансовую отчётность Эрбатни по фонду. Опасаясь позора, Эрбатни уже готов застрелиться, однако в последний момент видит в газете информацию о том, что в результате лотереи их билету выпала ставка на лошадь-фаворита на предстоящих общенациональных скачках. После объявления результатов лотереи стоимость их билета возрастает до 10 тысяч фунтов, и появляется немало желающих приобрести его. Трое незнакомцев вновь собираются на квартире Кристэл. Эрбатни настаивает на том, чтобы билет был немедленно продан, так как полученные средства позволят ему возместить недостачу в фонде. Джонни не возражает против этого, однако Кристэл категорически настаивает на соблюдении изначального соглашения. Эбатни приходит в ярость и в потасовке случайно убивает Кристэл, ударив её статуэткой Кван Ин по голове. Как раз в этот момент по радио объявляют, что их лошадь пришла первой, и это означает, что общий выигрыш их билета составит 30 тысяч фунтов. Однако теперь они не могут обналичить выигрыш, так как, согласно договору, для его получения необходимы подписи всех трёх незнакомцев. Джонни и Эрбатни незаметно выходят из квартиры на улицу. Вслед за ними в квартиру заходит Дэвид Шеклфорд, явно с намерением убить жену, однако, увидев, что она уже мертва, тихо выходит на улицу. Тем временем, нервы у Эрбатни не выдерживают, и прямо посреди людной улицы он начинает громко сознаваться в убийстве, привлекая внимание полицейских. Они берут его под руки и препровождают в квартиру Кристэл. Джонни возвращается в свой паб, где к нему присоединяется только что выпущенная на свободу Айси. Она явно влюблена в него. Джонни берёт билет и с улыбкой сжигает его.

## В ролях
- Сидни Гринстрит — Джером К. Эрбатни
- Джеральдин Фицджеральд — Кристэл Шеклфорд
- Питер Лорре — Джонни Уэст
- Джоан Лорринг — Айси Крейн
- Роберт Шейн — Бертрам Фэллон
- Марджори Риордан — Джанет Эллиот
- Розалинд Айван — Леди Ри Беладон
- Питер Уитни — Гэбби
- Алан Напье — Дэвид Шеклфорд
- Дорис Ллойд — Миссис Проктор

## Создатели фильма и исполнители главных ролей
Сценарист фильма Джон Хьюстон известен как автор сценария и режиссёр таких значимых фильмов нуар, как «Мальтийский сокол» (1941, номинация на Оскар за лучший сценарий), «Ки Ларго» (1948) и «Асфальтовые джунгли» (1950, номинации на Оскар за лучший сценарий и лучшую режиссуру), а также приключенческого триллера «Сокровища Сьерра-Мадре» (1948). Режиссёр Жан Негулеско поставил несколько удачных фильмов нуар, среди них «Маска Димитриоса» (1944) также с участием Лорре и Гринстрита, «Никто не живёт вечно» (1946) и «Придорожное заведение» (1948).
Актёр Сидни Гринстрит за игру в фильме «Мальтийский сокол» (1941) был номинирован на Оскар как лучший актёр второго плана, он также сыграл в таких фильмах нуар, как «Касабланка» (1942), «Конфликт» (1945) и «Вердикт» (1946) с Лорре. Петер Лорре сыграл во множестве фильмов нуар, среди них — основополагающий фильм жанра «М» (1931) Фритца Ланга, «Незнакомец на третьем этаже» (1940), «Лицо под маской» (1941), «Мальтийский сокол» (1941), «Касабланка» (1942) и «Двойное признание» (1950). Джеральдин Фицджеральд была номинирована на Оскар за лучшую роль второго плана в мелодраме «Грозовой перевал» (1939), она также сыграла в фильмах нуар «Странное дело дяди Гарри» (1945), «Никто не вечен» (1946) и «Такая злая, любовь моя» (1948), а позднее — в психологической драме Сидни Люмета «Ростовщик» (1964).

## История создания фильма
Идея фильма возникла у Джона Хьюстона приблизительно в 1936 году под впечатлением от деревянной фигурки, которую он купил в антикварном магазине во время работы в Лондоне. Обстоятельства на одной из вечеринок в его лондонской квартире подсказали Хьюстону сюжет о трёх незнакомцах, которые становятся совладельцами лотерейного билета. Идея фильма была предложена Альфреду Хичкоку, и она ему понравилась, но далее разговоров дело не продвинулось. Вернувшись в Голливуд в 1937 году, Хьюстон продал сюжет студии «Уорнер бразерс». Затем он же вместе со своим другом Говардом Кохом написал сценарий фильма. Согласно Роберту Осборну из Turner Classic Movies, фильм в какой-то момент рассматривался как сиквел «Мальтийского сокола» (1941), так как после успеха этого фильма студия «Уорнер бразерс» хотела сделать его продолжение. Джон Хьюстон, будучи автором сценария и режиссёром «Сокола» сказал, что он уже ранее написал нереализованный сценарий для «Уорнер», который мог бы отлично для этого подойти, и надо было лишь изменить имена его персонажей на персонажей Хамфри Богарта, Сидни Гринстрита и Мэри Астор из того фильма и пригласить этих актёров на соответствующие роли. Однако, как выяснилось, «Уорнер бразерс» не владела правами на этих персонажей помимо фильма «Мальтийский сокол» (они принадлежали автору романа Дашилу Хэмметту), и от этой идеи пришлось отказаться. В 1945 году, когда дело дошло до создания фильма, Хьюстон не смог выступить в качестве режиссёра, так как в тот момент проходил службу в качестве лейтенанта войск связи США, и работа была доверена Жану Негулеско.

## Оценка критики
В своей рецензии 1946 года журнал Variety написал:
Фильм «Три незнакомца» имеет довольно сложный, разбитый на отдельные истории, сюжет, и держится главным образом на качественной актёрской игре. Не только три главных звезды — Сидни Гринстрит, Джеральдин Фицджеральд и Петер Лорре — но и некоторые актёры второго плана вполне заслуживают особого внимания. Гринстрит до определённой степени переигрывает в роли адвоката, который разбазарил инвестиционный фонд, но всё-таки хорошо выполняет свою работу. Лорре превосходен в роли пьяницы, которого обвиняют в убийстве, в котором он не виновен, а Фитцджеральд заслуживает высокой оценки в роли жертвы… Сама история несколько хаотично скачет с одного на другое, однако режиссёрская работа Жана Негулеско доставляет удовлетворение
Босли Кроутер в том же году написал в «Нью-Йорк таймс»:
Это полнокровная, умная и сложная мелодрама. Никогда не теряя логики, она тем не менее совершенно невероятна, но этот осознанно созданный вымысел представляет собой достаточно привлекательное зрелище, достигая определённых восхитительных моментов в некоторых ключевых сценах. И актёрская игра вполне соответствует этому мелодраматическому стилю… Конечно, у нас возникает серьёзный вопрос, действительно ли этой историей правит рука Судьбы, или всё-таки сюжетные нити держат в руках сценаристы Джон Хьюстон и Говард Кох. Если честно, мы подозреваем второе. В сюжете и тексте есть стиль. И кто бы ни управлял ходом действия, зрелище получилось захватывающее
Кинокритик Деннис Шварц в 2011 году написал о фильме:
Талантливый режиссёр Жан Негулеско («Маска Димитриоса», «Как выйти замуж за миллионера», «Джонни Белинда») поставил историю с моралью (не полагайтесь на поклонение идолу, чтобы привести свою жизнь в порядок, сами отвечайте за свою жизнь, делая правильные вещи) и многочисленными хитроумными ходами, но непроработанный финал оставил меня совершенно равнодушным. Эта странная криминальная драма опирается на чувство волшебного, но так его и не доносит. Тем не менее талантливый состав актёров добивается максимума из предложенного материала, и этот беспорядочный фильм с путаным сюжетом в итоге приносит наслаждение главным образом благодаря вдохновенной актёрской игре. Картина имеет притягательный, создающий удивительную атмосферу нуаровый вид, и вполне может рассматриваться как малая версия «Мальтийского сокола» (1941). Хьюстон написал историю ещё в 1936 году. Интересно, что у Лорре, любимого актёра Негулеско, в фильме появляется романтическая история, и он вопреки своим обычным ролям, на этот раз вовсе не злодей
Брюс Эдер на сайте Allmovie написал о фильме:
 Фильм «Три незнакомца» Жана Негулеско был очевидно сделан, отчасти, как попытка подражания успешным хоррор-фильмам Вэла Льютона для студии РКО, при этом по структуре он близок киноальманаху «Глубокой ночью» (1945) (и аналогичным более ранним работам, таким как «Если бы у меня был миллион» (1932) и «Сказки Манхэттана» (1942)). Его успех является заслугой в чём-то более простой истории (Джона Хьюстона и Говарда Коха) и отличного актёрского состава, особенно, Петера Лорре, который вопреки своему типу играет романтического главного героя. Ему удаётся одновременно и вызывать сочувствие, и быть убедительно привлекательным для женщин, и сохранить кривую усмешку. Сидни Гринстрит чрезмерен в своей роли, которая именно таким образом и написана, а Джеральдин Фицджеральд великолепна в роли женщины, измученной — в конце концов, до смерти — теми решениями, которые она принимала в своей жизни. Стилизованный, быстрый визуальный стиль повествования Негулеско достаточно необычен, чтобы поддерживать зрителя в состоянии саспенса в отношении того, что ждёт в каждом следующем эпизоде. А произведение в целом представляет собой искусный образец изложения истории в жанре триллера, предвосхищая появление таких еженедельных сериалов, как «Альфред Хичкок представляет», «Сумеречная зона» и т. п. примерно десятилетие спустя
.